# Ken Walsh
Ken Walsh (n. 11 februarie 1945, Orange⁠(d), New Jersey, SUA) este un înotător american, medaliat olimpic. A participat la o ediție a Jocurilor Olimpice (1968) în care a câștigat 3 medalii de aur și o medalie de argint.